# Quit India
El Quit India Movement (literalment “moviment marxeu de l'Índia", també Bharat Chodo en hindi) fou una crida a la independència immediata de l'Índia per part de Mohandas Gandhi que tingué lloc el 8 d'agost del 1942.

## Història
El 14 de juliol del 1942, el Partit del Congrés Nacional Indi redacta un esborrany de resolució que exigeix la independència total i absoluta de l'Índia als britànics. El document proposa que, si els anglesos no accepten la independència, una companya de desobediència civil es posaria en marxa.
El 8 d'agost se signa la resolució. A Bombai, Gandhi invita els habitants a desobeir civilment amb una actitud de no violència, així com a reaccionar com si fessin ja part d'una nació independent i no fer cas dels ordres emesos pels britànics. Milions de persones arreu del país responen a aquesta crida.
Els britànics reaccionen l'endemà empresonant a Gandhi, que només alliberaran l'any 1944, i a Nehru, així com altres responsables del Partit del Congrés com Abdul Kalam Azad i Sardar Patel, que de fet va acabar per ser il·legalitzat. Amb aquesta repressió, lluny d'apaivagar les revoltes, va donar més engranatge a les protestes i les manifestacions a gran escala varen apoderar-se del país. Els obrers, per exemple, van decidir absentar-se d'anar a treballar alhora que seguiren tot un conjunt de vagues a gran escala. No totes les manifestacions varen ser pacífiques vist que varen caure bombes per sobre d'establiments governamentals, amb talls d'electricitat, de línies telefòniques i amb vies de transport sabotejades.
Els britànics varen respondre de seguida amb detencions en massa. Un total de 100 000 persones varen ser empresonades a tot el país que va conèixer un poc temps una escalada de violència important. Un bon nombre de responsables polítics varen decidir viure com a resistents en clandestinitat participant fins i tot en programes de ràdio on hi llençaven missatges de crida a la resistència.

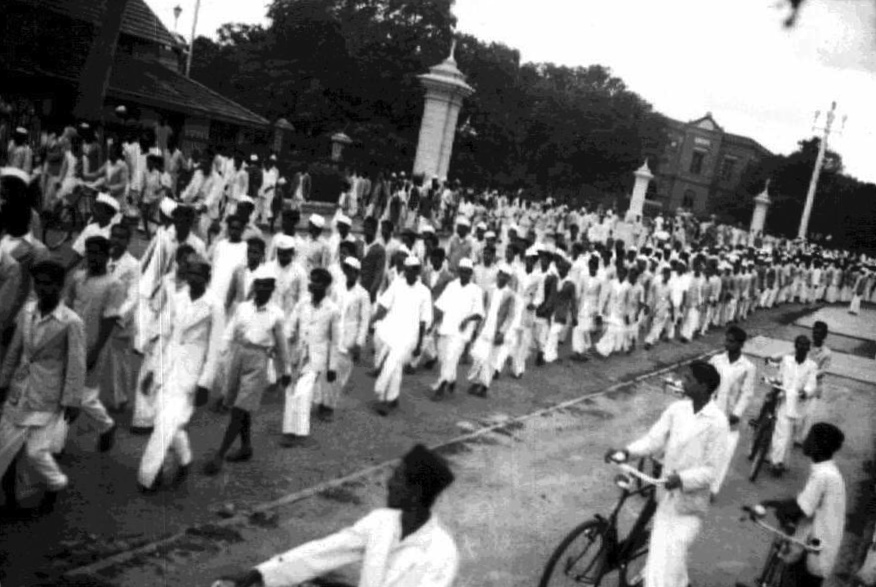
Una altra manifestació a Bangalore

Paral·lelament, Muhammad Ali Jinnah, al capdavant de la Lliga Musulmana que el 1934 va néixer amb la intenció de proporcionar la independència del Pakistan va rebutjar unir-se a aquestes protestes. El Partit del Congrés volia, de fet, que ambdós moviments s'unissin en contra del colonitzador, en aquest cas els britànics. Però, Ali Jinnah va desestimar aquesta proposició, malgrat la insistència índia. Aquesta actitud va resultar, en certa manera, beneficiosa ja que, tenint pràcticament a tots els caps de la resistència índia a la presó i, sabent que cap d'aquests empresonats voldria participar en la Segona Guerra Mundial al costat dels anglesos, la Lliga Musulmana va acabar per tenir una bona imatge al Regne Unit, cosa que va permetre d'adquirir fàcilment la independència vist que els anglesos, en contra de l'Índia, els van ajudar en la causa. La raó d'aquest rebuig la trobem en la proposició del britànic Stafford Cripps, al capdavant del cabinet de guerra britànic. Abans de la crida de Ganhdi, el 1942, Cripps va proposar a l'Índia un pacte mitjançant el qual l'Índia esdevenia un "dominion" amb més autonomia a canvi de participar en la Segona Guerra Mundial. Com que dit pacte no prèvia la independència, ni cap altra mena d'opció autònoma per al Pakistan, el moviment d'Ali Jinnah va rebutjar sense pensar-s'ho tant a l'adhesió amb el Partit del Congrés, al·legant que eren una nació diferent, com al Quit India posterior.
La major part del comitè de treball del Congrés, inclòs Jawaharlal Nehru, Abdul Kalam Azad i Sardar Patel, van ser empresonats al Fort Ahmednagar 32 mesos fins al 15 de juny de 1945.